# Omslag: Martin Kann
Omslag: Martin Kann är den populära benämningen på bob hunds andra fullängdsalbum. Det släpptes på CD och vinyl (500 exemplar) den 30 augusti 1996.  Albumet spelades in i Tambourine Studios under 1995 och 1996.
Formellt har albumet (liksom alla bob hunds tidigare skivor) inte någon officiell titel, men då texten Omslag: Martin Kann figurerade på konvolutet blev detta en de facto-benämning.
Bilden på framsidan är Martin Kann själv då han var 29 år.

## Låtlista
1. En pratstund - 3:28
2. Sommaren rasar - 4:28
3. Upp, upp, upp, ner - 3:18
4. Förträngda problem - 4:41
5. bob hund - 2:06
6. Reinkarnerad exakt som förut - 4:26
7. Nånting måste göras - 4:04
8. Indianernas park - 4:07
9. Düsseldorf - 3:53
10. Papperspåse - 6:00

## Listplaceringar
| Lista (1996-1997) | Topplacering |
| ----------------- | ------------ |
| Norge             | 38           |
| Sverige           | 7            |